# Chorisoneura lopesi
Chorisoneura lopesi es una especie de cucaracha del género Chorisoneura, familia Ectobiidae. Fue descrita científicamente por Rocha e Silva en 1957.
Habita en Brasil.